# Pismo Efežanom (Ignacij Antiohijski)
Ignacijevo pismo Efežanom je pismo, ki ga pripisujejo Ignaciju Antiohijskemu, škofu iz Antiohije in je naslovljeno na cerkev v Efezu v Mali Aziji. Napisano je bilo med Ignacijevo potjo iz Antiohije do usmrtitve v Rimu. 

## Nastanek
Pismo Efežanom je eno od sedmih pisem, ki jih pripisujejo Ignaciju. 
Jasno je, da je bilo Pismo Efežanom napisano kmalu pred Ignacijevim mučeništvom, ni pa gotovo, kdaj točno je prišlo do tega mučeništva. Tradicija postavlja mučeništvo Ignacija v čas cesarja Trajana, ki je vladal od leta 98 do 117. Medtem ko mnogi učenjaki sprejemajo tradicionalno datiranje Ignacijevega mučeništva pod Trajanom, drugi zagovarjajo nekoliko poznejši datum. Richard Pervo je umestil Ignacijevo smrt med leti 135 in 140,  britanski klasicist Timothy Barnes pa ga umešča v 140. leta. 

## Vsebina
Ignacij svetuje Efežanom, naj častijo in poslušajo svojega škofa, kot da je sam Kristus. Opozarja jih tudi naj se varujejo lažnih učiteljev, a jih obenem pohvali, da jim doslej napačnim naukom niso zapadli. 
Obljubi jim tudi, da jim bo pisal še eno pismo, če mu Bog da.